# قرار مجلس الأمن التابع للأمم المتحدة رقم 730
قرار مجلس الأمن التابع للأمم المتحدة رقم 730، المتخذ بالإجماع في 16 كانون الثاني / يناير 1992، بعد التذكير بالقرارين 719 (1991) و729 (1992)، وافق المجلس على تقرير للأمين العام اعتبارًا من 14 كانون الثاني / يناير، وقرر إنهاء ولاية فريق المراقبين في أمريكا الوسطى التابع للأمم المتحدة اعتبارًا من 17 كانون الثاني / يناير 1992.
تم تمديد ولاية فريق المراقبين في أمريكا الوسطى في المقام الأول بناء على طلب من حكومة أمريكا الوسطى والجنوبية. قرب نهاية الولاية، كانت هناك تخفيضات كبيرة وإعادة تركيز مهامها على الاتصال بقوات الأمن في دول أمريكا الوسطى الخمس. وبانتهاء ولاية فريق المراقبين، سمحت للأمين العام بطرس بطرس غالي بنقل الأفراد إلى بعثة مراقبي الأمم المتحدة في السلفادور القريبة.

## روابط خارجية
- نص القرار في undocs.org